# Кудрявское
Кудрявское (укр. Кудрявське) — село в Братском районе Николаевской области Украины. Ранее называлось Кудрявцы.
Основано в 1860 году. Население по переписи 2001 года составляло 166 человек. Почтовый индекс — 55450. Телефонный код — 5131. Занимает площадь 0,736 км².

## Известные уроженцы и жители
- Сенчина, Людмила Петровна (1950—2018) — советская и российская певица (сопрано), актриса, народная артистка России[1].

## Местный совет
55450, Николаевская обл., Братский р-н, с. Кривая Пустошь, ул. Хмеленка, 30